# Sfela
Sfela (Σφέλα en griego) es un queso griego con denominación de origen protegida a europeo desde 1996. Se produce en el sur del Peloponeso, en las prefecturas de Mesenia y Laconia. Se produce tradicionalmente con leche no pasteurizada de oveja o cabra o mezcla de las dos. Es un queso semiduro. Se madura y almacena en salmuera. Tiene forma de rectángulo que pesa un kilo. Tiene un sabor fuerte. Se consume como queso de mesa, frito o para rallar. 